# Michel Debost
Michel Debost (født 20. januar 1934 i Paris) er en fransk fløjtenist. Han har vundet flere internationale konkurrencer og er en anerkendt solist, blandt andet var han i mange år (1960-90) førstefløjtenist i Orchestre de Paris. Han efterfulgte Jean-Pierre Rampal som fløjteprofessor ved Conservatoire de Paris i 1982, hvor han blev til 1990. Efterfølgende underviste han ved Oberlin Conservatory of Music i Ohio indtil 2011. Han har indspillet en del musik for fløjte, primært af romantiske og 20-århundredes franske komponister, herunder en serie af album kaldet Flûte Panorama og Entr'acte med Toke Lund Christiansen.